# Temporyny
Temporyny – peptydy wyizolowane ze skóry żaby trawnej.

## Odkrycie
Temporyny opisali w 1996 roku Maurizio Slmmaco, Giuseppina Mignogna, Silvia Canofeniz, Rossella Miele, Maria Luisa Mangoni i Donatella Barra. W swoich badaniach posłużyli się biblioteką cDNA gatunku Rana temporaria (żaba trawna), którą przeszukiwali za pomocą sondy łączącej się z sekwencją sygnałową dla eskulentyny z pokrewnego gatunku Rana esculenta.

## Budowa
Temporyny to związki o budowie peptydowej, składają się więc z reszt aminokwasowych.
Cechą charakterystyczną wszystkich peptydów przeciwbakteryjnych wydzielanych przez skórę żab z rodzaju Rana jest obecność w pobliżu C-końca łańcucha dwóch reszt cysteinowych, łączących się mostkiem disiarczkowym.